# Feuchtwiese Ochtrup
Das Naturschutzgebiet Feuchtwiese Ochtrup liegt auf dem Gebiet der Stadt Ochtrup im Kreis Steinfurt in Nordrhein-Westfalen. Das aus vier Teilflächen bestehende Gebiet erstreckt sich nördlich der Kernstadt Ochtrup. Westlich verlaufen die A 31 und die B 403. Östlich erstreckt sich das 86,14 ha große Naturschutzgebiet Harskamp. Die Landesgrenze zu Niedersachsen verläuft unweit nördlich.

## Bedeutung
Für Ochtrup ist seit 1983 ein 24,19 ha großes Gebiet unter der Kenn-Nummer ST-019 als Naturschutzgebiet ausgewiesen. Das Gebiet wurde unter Schutz gestellt zur Erhaltung, Entwicklung und Wiederherstellung von Lebensgemeinschaften und Lebensstätten, insbesondere von seltenen und z. T. stark gefährdeten landschaftsraumtypischen Pflanzen- und Tierarten in einer ehemaligen Heide-Feuchtwiesenlandschaft und von seltenen, zum Teil stark gefährdeten Wat- und Wiesenvögeln, Amphibien und Wirbellosen sowie Pflanzen und Pflanzengesellschaften, Feuchtheiden sowie Feuchtgrünland.